# Una relazione passeggera
Una relazione passeggera è un film del 2022 scritto e diretto da Emmanuel Mouret.
Presentato in anteprima al Festival di Cannes il 21 maggio 2022, è stato distribuito nelle sale francesi a settembre dello stesso anno. In Italia è uscito il 16 febbraio 2023.

## Trama
Charlotte e Simon, non più giovanissimi, si incontrano una prima volta casualmente e, dopo essersi dati appuntamento in un locale, scoprono di piacersi e decidono di iniziare una relazione senza impegno. Simon, travolto dai sensi di colpa perché sposato e padre di famiglia, all'inizio appare goffo e imbarazzato; Charlotte, non sposata ma con una figlia adolescente e un bambino piccolo a carico, è invece più disinvolta e pragmatica e dichiara di voler vivere questa relazione in maniera puramente fisica.
Pur con la consapevolezza da parte di entrambi che la cosa non può e non deve avere futuro, man mano che la storia va avanti i due protagonisti raggiungono una ottima complicità e si lasciano coinvolgere sempre più dai reciproci sentimenti. Come recita il titolo originale, la narrazione procede come una cronaca scandendo ciascun episodio con la sua data e lasciando volutamente fuori dallo schermo le vite private di entrambi; ci descrive invece i loro incontri, i loro dialoghi, i pomeriggi clandestini nelle camere d'albergo, le visite ai musei, la vacanza organizzata insieme, la scelta di un'avventura a tre, fino all'inevitabile separazione e ad un incontro in un giardino pubblico, qualche tempo dopo, con un finale dolce-amaro.